# Glaucopsyche incognitus
Glaucopsyche incognitus är en fjärilsart som beskrevs av Tilden 1974. Glaucopsyche incognitus ingår i släktet Glaucopsyche och familjen juvelvingar. Inga underarter finns listade i Catalogue of Life.